# Stefanie van der Gragt
Stefanie van der Gragt, född den 16 augusti 1992 i Heerhugowaard, är en nederländsk fotbollsspelare (försvarare) som spelar för Ajax. Hon är även en del av det nederländska landslaget där hon gjorde debut år 2013. 
Hon deltog i världsmästerskapet i Kanada år 2015 och var även uttagen i truppen till världsmästerskapet i Frankrike år 2019.